# Fußball in Lettland

Flagge Lettlands

## Verband

Logo des lettischen Fußballverbandes

Der Verband wurde 1921 gegründet und 1922 Mitglied der FIFA. 1992 wurde die LFF erneut Mitglied, nachdem das Land 1991 wieder unabhängig geworden war.

## Nationalmannschaft

### Geschichte
Lettland hat bei der Fußball-Europameisterschaft 2004 in Portugal zum ersten Mal an einem großen internationalen Turnier teilgenommen. In der Vorrunde spielten sie gegen Tschechien (1:2), Deutschland (0:0) und die Niederlande (0:3). Mit 1:5 Toren und einem Punkt schied das Team als Gruppenletzter der Gruppe D aus.
Das bisher einzige Tor bei einem internationalen Turnier erzielte Māris Verpakovskis im ersten Gruppenspiel gegen Tschechien. Den ersten und einzigen Punkt holten die Letten gegen Deutschland.

## Vereinswettbewerbe

### Lettische Meisterschaft
Kurz nach der Unabhängigkeit Lettlands wurde 1922 mit dem Verein SV Kaiserwald Riga der erste lettische Meister gekürt. Während der sowjetischen Okkupation ab 1944 wurden nur auf regionaler Ebene innerhalb der Sowjetunion Lettische Meister ermittelt. Nach der erneuten Unabhängigkeit 1991 gewann Skonto Riga dreizehnmal den Titel in Folge. Aktuell spielen neun Mannschaften um die Meisterschaft. Zweithöchste Spielklasse ist die 1. līga mit zwölf Teams.

### Lettische Pokalwettbewerbe
Seit 1937 wird der Sieger des nationalen Pokalwettbewerbs Latvijas kauss ausgespielt.

## Frauenfußball
Die Nationalmannschaft der Frauen  trug ihr erstes Spiel 1993 aus.